# AS Kaloum Star
Association Sportive Kaloum (znany jako AS Kaloum Star) – gwinejski klub piłkarski grający w Guinée Championnat National, mający siedzibę w mieście Konakry.

## Sukcesy
- Puchar CAF:

finalista: 1995
- Guinée Championnat National (13[1]):

1965, 1969, 1970 (jako Conakry I)
1980, 1981, 1984, 1987, 1993, 1995, 1996, 1998, 2007, 2014
- Puchar Gwinei (7[2]):

1985, 1997, 1998, 2001, 2005, 2007, 2015
- Tournoi Ruski Alumini (2):

2003, 2007

## Występy w afrykańskich pucharach
Stan na marzec 2016.
- Liga Mistrzów (4 występy):

1997 – I runda
1999 – I runda
2008 – I runda
2015 – II runda
- Puchar Mistrzów (10 występów):

1966 – 1/16 finału
1970 – półfinał
1971 – II runda
1981 – półfinał
1982 – II runda
1985 – ćwierćfinał
1988 – I runda
1990 – I runda
1994 – I runda
1996 – I runda
- Puchar Konfederacji (1 występ):

2006 – I runda
- Puchar CAF (3 występy):

1992 – I runda
1995 – finalista
2003 – I runda
- Puchar Zdobywców Pucharów (5 występów):

1976 – ćwierćfinał
1977 – II runda
1986 – I runda
1998 – I runda
2002 – I runda

## Stadion
Domowe mecze klub rozgrywa na stadionie o nazwie Stade du 28 Septembre w Konakry, który może pomieścić 35 000 widzów.

## Reprezentanci kraju grający w klubie od 1990 roku
Stan na marzec 2016.
| - Cheick Oumar Ballo - Alsény Bangoura - Oumar Tourade Bangoura - Sambégou Bangoura - Tibou Bangoura - Aboubacar Camara - Aboubacar Leo Camara - Aboubacar Mbaye Camara - Alsény Camara - Alsény Camara - Kémoko Camara - Mangué Camara - Naby Laye Camara - Ousmane N'Gom Camara - Sekouba Camara - Titi Camara - Djibril Diakité - Mamadou Alimou Diallo | - Moussa Diawara - Mamadi Kaba - Abdoulaye Kanté - Abdul Aziz Keita - Mohamed Keita - Mandala Konté - Ibrahima Sory Soumah - Issiaga Soumah - Aboubacar Sylla - Kanfory Sylla - Mbemba Sylla - Mohamed Thiam - Youssouf Touré - Mohamed Youla - Soumaïla Belem - Issa Gouo - Kemokai Kallon - Abdul Rahman Sesay |